# Ⲩ
Cette page contient des caractères spéciaux ou non latins. S’ils s’affichent mal (▯, ?, etc.), consultez la page d’aide Unicode.
Ne doit pas être confondu avec la lettre grecque Upsilon.
Ⲩ (minuscule : ⲩ), appelé he ou hei, est une lettre de l’alphabet copte utilisée dans l’écriture du copte, de l’ancien nubien et du nobiin.

## Représentations informatiques
Le he a été représenté avec les mêmes caractères que l’upsilon grec jusqu’à la publication d’Unicode 4.1 en mars 2005, à partir de laquelle il est représenté avec des caractères qui lui sont propres. Il peut donc être représenté à l’aide des caractères (Grec et copte, Copte) suivants, :
| lettres   | représentations | chaînes de caractères | points de code | descriptions                     | note               |
| --------- | --------------- | --------------------- | -------------- | -------------------------------- | ------------------ |
| majuscule | Υ               | Υ                     | U+03A5         | lettre majuscule grecque upsilon | avant Unicode 4.1  |
| minuscule | υ               | υ                     | U+03C5         | lettre minuscule grecque upsilon | avant Unicode 4.1  |
| majuscule | Ⲩ               | Ⲩ                     | U+2CA8         | lettre majuscule copte hei       | depuis Unicode 4.1 |
| minuscule | ⲩ               | ⲩ                     | U+2CA9         | lettre minuscule copte hei       | depuis Unicode 4.1 |